# Лакаш
Лака́ш — село в Спасском районе Рязанской области. Административный центр Лакашинского сельского поселения.

## География
Село расположено примерно в 44 км к северо-востоку от районного центра. Ближайшие населённые пункты — село Орехово к западу, деревня Добрянка к северу и село Городковичи к югу.

## История
Село Лакаш на речке Лакашке, имеющее церкви Рождества Богородицы и Николая Чудотворца, впервые упоминается в писцовых книгах за 1629 год. В 1766 году вместо деревянной церкви Рождества Богородицы в селе была построена каменная с приделом Екатерининским.
В 1905 году село относилось к Городковической волости Спасского уезда Рязанской губернии и имело 86 дворов при численности населения 532 человека.
С 1915 года по примерно 1917 года в селе действовала Лакашинская Учительская Семинария.

## Население
| 1859 | 1906 | 2010 |
| ---- | ---- | ---- |
| 455  | ↗532 | ↘504 |

## Транспорт и связь
В селе имеется одноимённое сельское отделение почтовой связи (индекс 391072).

## Известные уроженцы
Синицын, Фёдор Семёнович (1918—1944) — лейтенант, Герой Советского Союза.